# Pierre de Comborn
Pierre de Treignac de Comborn, mort en septembre 1467, est un prélat français du XVe siècle. Il est fils de Guichard IV, seigneur de Treignac, et de Louise d'Auduze. Son frère Jacques est évêque de Clermont.

## Biographie
Pierre est chanoine d'Évreux et est fait évêque de Chartres en 1441, siège dont il ne paraît pas prendre possession. En effet, il est transféré dès 1443 au diocèse d'Évreux. Le pape Eugène IV lui donne pour vicaire général, chargé d'administrer au spirituel le diocèse, Raoul Herbert.
Pierre de Comborn est aussi abbé commendataire de l'abbaye d'Aubazine. En 1460, il établit à Évreux deux vicaires généraux.
Transféré à l'évêché de Saint-Pons-de-Tomières, Pierre de Comborn ne prend pas immédiatement possession de ce diocèse, où il a à triompher de deux compétiteurs successivement élus par le chapitre cathédral, Raimond et Jean, qui sont cités aussi comme vicaires généraux de cet évêché.